# Mazocraeidea

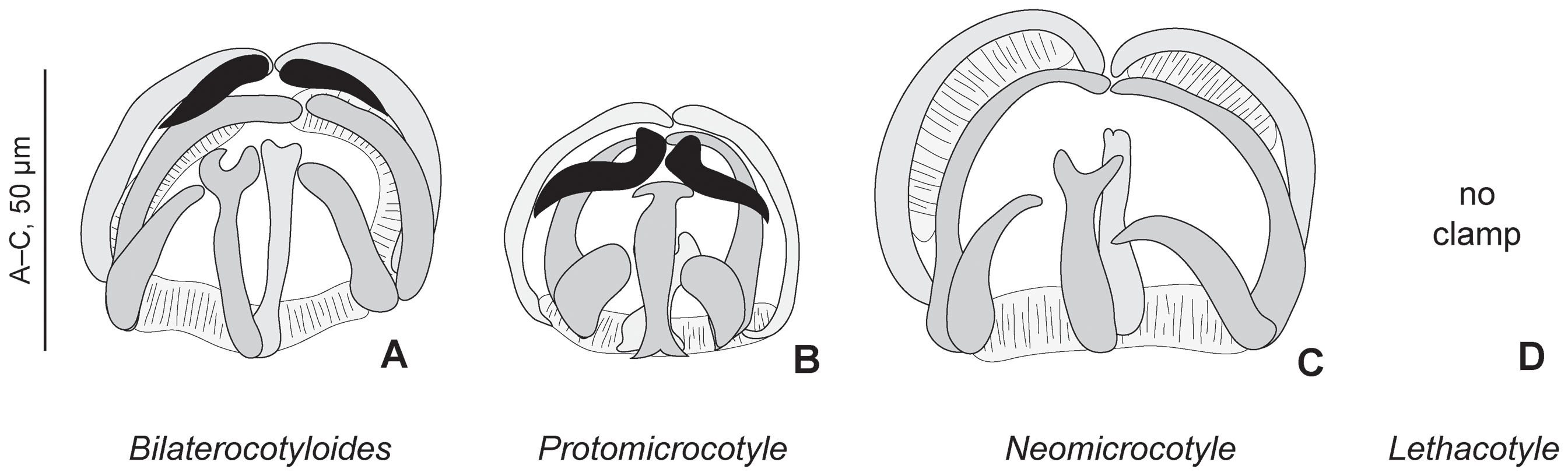
Cleme aparținând diferitor genuri ale familiei Protomicrocotylidae. Negru: sclerit suplimentar, caracteristic ordinului Mazocraeidea

Mazocraeidea este un ordin din subclasa Polyopisthocotylea, la rândul ei aparținând clasei Monogenea.
Membrii acestui ordin au diverse structuri în clemele organului posterior de atașare, inclusiv scleriți suplimentari la Gastrocotylidae și la familii înrudite. Însă acești scleriți, și chiar și clemele, lipsesc la anumiți membri ai familiei Protomicrocotylidae.

## Familii
Conform PESI:
- Anthocotylidae Bychowsky, 1957
- Axinidae Monticelli, 1903
- Chauhaneidae Euzet & Trilles, 1960
- Diclidophoridae Fuhrmann, 1928
- Diplozoidae
- Discocotylidae Price, 1936
- Gastrocotylidae Price, 1943
- Gotocotylidae Yamaguti, 1963
- Heteraxinidae Unnithan, 1957
- Hexostomatidae Price, 1936
- Mazocraeidae Price, 1936
- Microcotylidae Taschenberg, 1879
- Octolabeidae
- Plectanocotylidae Monticelli, 1903
- Protomicrocotylidae Johnston & Tiegs, 1922
- Pyragraphoridae Yamaguti, 1963

Conform World Register of Marine Species:
- Allodiscocotylidae
- Allopyragraphoridae
- Anchorophoridae
- Anthocotylidae
- Axinidae
- Bychowskicotylidae
- Chauhaneidae
- Diclidophoridae
- Diplozoidae
- Discocotylidae
- Gastrocotylidae
- Gotocotylidae
- Heteraxinidae
- Heteromicrocotylidae
- Hexostomatidae
- Macrovalvitrematidae
- Mazocraeidae
- Megamicrocotylidae
- Microcotylidae
- Monaxinoididae
- Neothoracocotylidae
- Octolabeidae
- Paramonaxinidae
- Plectanocotylidae
- Protomicrocotylidae
- Pseudodiclidophoridae
- Pterinotrematidae
- Pyragraphoridae
- Bicotylophoridae acceptat ca Discocotylidae
- Cemocotylidae acceptat ca Heteraxinidae
- Thoracocotylidae acceptat ca Neothoracocotylidae